# Double Dragon V: The Shadow Falls
 (mars 2020).
Si vous disposez d'ouvrages ou d'articles de référence ou si vous connaissez des sites web de qualité traitant du thème abordé ici, merci de compléter l'article en donnant les références utiles à sa vérifiabilité et en les liant à la section « Notes et références ».
Double Dragon V: The Shadow Falls est un jeu vidéo de combat développé par Leland Interactive Media et publié par Tradewest sur Jaguar, Mega Drive et Super Nintendo en 1994.
Il s'agit du cinquième épisode de la série Double Dragon.

## Système de jeu
Pour la première fois depuis 1987, Double Dragon n'est pas un jeu de combat à scrolling, un beat them all à la Final Fight ou Street of Rage, mais un jeu de combat en un contre un dans la veine de Street Fighter. Cet épisode est aussi le premier à ne pas avoir été développé par Technos.
Nouveau type de jeu, nouveau graphisme, cette nouvelle orientation a laissé un goût amer chez les fans de la première heure de Billy et Jimmy Lee[réf. nécessaire].